# Metra de sancto Gallo
Metra de sancto Gallo, [inc.] Auram discernit alas gallus quoque pandit (pl. Wiersz o świętym Gawle) – polska średniowieczna anonimowa piosenka żakowska, powstała prawdopodobnie w XV wieku i napisana w języku łacińskim.

## Geneza pieśni
Utwór związany jest z żakowskimi zwyczajami juwenaliowymi. Z okazji dnia świętego Gawła (16 października) średniowieczni żacy organizowali walki kogutów, istniał też (m.in. w szkole parafialnej kościoła Najświętszej Marii Panny w Krakowie) zwyczaj obdarowywania kogutami nauczycieli, aby lepiej wykonywali swoją pracę. Podarowanie koguta było też sposobem, w jaki uzyskiwało się funkcję na dworze króla juwenaliów, przy czym o rodzaju funkcji decydował rodzaj i wygląd zwierzęcia.

## Treść
Pieśń Metra de sancto Gallo przeznaczona była do śpiewania 15 października, a więc w przeddzień św. Gawła. Opiewa ona zalety koguta, opisuje też zwyczaj dawania kogutów nauczycielom, zwracając uwagę na jego dawność. Zawiera też porady dotyczące doboru właściwego koguta do walk na św. Gawła – zaleca zwierzęta dobrze utuczone, waleczne. Następnie utwór zawiera wyliczenie stanowisk, jakie na dworze króla żakowskiego można otrzymać za konkretne zwierzęta: kogut nakrapiany skutkuje godnością księcia, dzięki gęsi można zostać kucharzem, margrabią zostaje się za sprawą daru kapłona, koza pozwala zostać błaznem, a godność królewską uzyskuje się dzięki jagnięciu. Pieśń kończy się prośbą do przełożonych, aby poprzez wzgląd na pamięć o własnych młodzieńczych latach, byli łaskawi dla żaków.

## Analiza
Wiersz składa się z 47 leoninów. Jego autorem (na co wskazują pewne niedokładności w wersyfikacji i niedoskonałości stylistyczne) mógł być żak. Pieśń zawiera 6 wersów zbieżnych z wersami tak samo zatytułowanego Metra de sancto Gallo, lecz różniącego się incipitem (inc. Iam, iam clericuli veniunt solemnia Galli..., pl. Już, już żacy, nadchodzi święto św. Gawła...) poematu dydaktycznego Władysława z Gielniowa; nie wiadomo, czy podobieństwo wersów wynika z tego, że autorzy obu utworów opierali się na tym samym, wcześniejszym tekście oryginalnym, czy też może pieśń żakowska jest odpowiedzią na utwór Władysława z Gielniowa.

## Zachowane kopie
Utwór został zapisany w 1508 roku. Obecnie jego rękopis znajduje się w Bibliotece Polskiej Akademii Umiejętności w Krakowie (sygnatura 1578, k. 5r-6r).